# (6318) Кронкайт
(6318) Кронкайт (англ. Cronkite) — астероид, относящийся к группе астероидов пересекающих орбиту Марса , который был открыт 18 ноября 1990 года американским астрономом Элеанорой Хелин в Паломарской обсерватории и назван в честь американского  тележурналиста и телеведущего Уолтера Кронкайта. 
- Орбита астероида Кронкайт и его положение в Солнечной системе